# О’Хэр, Крис
Крис О’Хэр (англ. Chris O’Hare; род. 23 ноября 1990, Уэст-Линтон, Шотландия, Великобритания) — британский легкоатлет, специализирующийся в беге на 1500 метров. Бронзовый призёр чемпионатов Европы. Чемпион Великобритании. Участник летних Олимпийских игр 2016 года.

## Биография
На внутренних стартах и Играх Содружества представляет родную Шотландию и клуб Edinburgh AC.
Начал бегать в 9 лет вслед за братом Райаном, который старше Криса на три года. Вообще в семье О’Хэр почти все занимаются лёгкой атлетикой — также его мама Джиллиан, младшая сестра Оливия и младший брат Доминик.
Первые шаги делал в школе West Linton Primary School, позже перешёл в Peebles High School, где заслужил право считаться самым успешным бегуном в истории. Его имя было включено в местный Зал славы. В 2008 году стал студентом Эдинбургского университета Нейпира, где начал получать высшее образование в области спортивной науки. Тогда же впервые представлял Великобританию на чемпионате Европы по кроссу. В зачёте среди юниоров занял 28-е место, в команде стал бронзовым призёром.
После года в Эдинбурге решился на кардинальный поворот в своей карьере, переехав в США в Университет Талсы. Новым наставником Криса стал Стив Гулли. Вместе им удалось совершить впечатляющий рывок в результатах. Уже спустя 2 года О’Хэр впервые пробежал 1 милю быстрее 4 минут, а в дальнейшем стал чемпионом США среди студентов. В год выпуска установил рекорды NCAA в беге на 1500 метров (3.37,25) и 1 милю (3.52,98). В 2013 году он получил степень бакалавра в области спортивной науки и естествознания и стал профессионалом, подписав контракт с Adidas. Одновременно он переехал к тренеру Терренсу Мэхону из Бостона на тренировочную базу Гарвардского университета.
В новом статусе впервые в карьере выиграл чемпионат страны и отобрался на чемпионат мира 2013 года. Первое выступление на таком крупном старте можно было назвать успешным — О’Хэр вышел в финал, где финишировал последним, 12-м. Зато уже в следующем сезоне ему довелось оказаться на пьедестале чемпионата Европы, Крис завоевал бронзовую медаль. Ещё одно третье место он взял на зимнем чемпионате Европы 2015 года.
Занял 8-е место в финале чемпионата мира в помещении 2016 года. Став вторым на чемпионате страны, отобрался на Олимпийские игры. В Рио-де-Жанейро смог дойти до полуфинала, где занял общее 22-е место среди всех участников.

## Личная жизнь
В 2015 году женился на девушке по имени Мередит, с которой познакомился во время учёбы в Талсе.

## Основные результаты
| Год  | Турнир                                   | Место проведения         | Дисциплина | Место       | Результат |
| ---- | ---------------------------------------- | ------------------------ | ---------- | ----------- | --------- |
| 2008 | Чемпионат Европы по кроссу среди юниоров | Брюссель, Бельгия        | кросс 6 км | 28-е        | 19.33     |
| 2013 | Чемпионат мира                           | Москва, Россия           | 1500 м     | 12-е        | 3.46,04   |
| 2014 | Чемпионат мира в помещении               | Сопот, Польша            | 1500 м     | 10-е (заб.) | 3.40,06   |
| 2014 | Игры Содружества                         | Глазго, Великобритания   | 1500 м     | 6-е         | 3.40,63   |
| 2014 | Чемпионат Европы                         | Цюрих, Швейцария         | 1500 м     | 3-е         | 3.46,18   |
| 2015 | Чемпионат Европы в помещении             | Прага, Чехия             | 1500 м     | 3-е         | 3.38,96   |
| 2015 | Чемпионат мира                           | Пекин, Китай             | 1500 м     | 19-е (1/2)  | 3.44,36   |
| 2016 | Чемпионат мира в помещении               | Портленд, США            | 1500 м     | 8-е         | 3.46,50   |
| 2016 | Олимпийские игры                         | Рио-де-Жанейро, Бразилия | 1500 м     | 22-е (1/2)  | 3.44,27   |